# 吾妻勝剛
吾妻 勝剛（あづま かつたけ、1867年11月1日〈慶応3年10月6日〉- 1923年〈大正12年〉9月1日）は、明治から大正時代の産婦人科医。

## 経歴
生家は出羽久保田藩医。1875年（明治8年）上京し普通学を修めたのち、1880年（明治13年）より同人社および独逸学校などに学び、1884年（明治17年）9月、大学予備門に入り、1890年（明治23年）9月に帝国大学医科大学に入学し、1893年（明治26年）11月、卒業した。卒業後、医科大学産科婦人科学教室助手となり、1898年（明治31年）2月には文部省の命によりドイツに留学する。帰朝後の1899年（明治32年）12月、京都帝国大学医科大学助教授となり、再度の留学を経て、1901年（明治34年）6月に帰朝した。
同月教授に就任し、産科婦人科学教室主任となり、1906年（明治39年）10月、教職を辞した。ついで東京産科婦人科病院に入ったのち、1910年（明治43年）5月に同病院を辞し、順天堂病院産科婦人科主任となった。のち東京に吾妻病院を設立するが、関東大震災により死去した。

## 著作

### 単著
- 『お産の心得』大倉書店、1911年11月。全国書誌番号:40069344 NDLJP:849229。
  - 『お産の心得』（再版）大倉書店、1915年4月。 NCID BA50016684。
- 『お産の話』新橋堂書店〈家庭医学叢書 第1編〉、1915年9月。 NCID BN02761615。

### 共著
- 吾妻勝剛、小野震『婦人健康増進法』実業之日本社、1922年8月。 NCID BN02813719。全国書誌番号:43005308 NDLJP:934532。